# بيماد (شاخن)
بيماد (بالفارسية: بیماد) هي مستوطنة تقع في إيران في قسم شاخن الريفي. يقدر عدد سكانها بـ 91 نسمة .